# Шляси-Умеми
Шляси-Умеми (пол. Szlasy-Umiemy) — село в Польщі, у гміні Красне Пшасниського повіту Мазовецького воєводства.
Населення — 131 особа (2011).
У 1975-1998 роках село належало до Цехановського воєводства.

## Демографія
Демографічна структура станом на 31 березня 2011 року:
|          | Загалом | Допрацездатний вік | Працездатний вік | Постпрацездатний вік |
| -------- | ------- | ------------------ | ---------------- | -------------------- |
| Чоловіки | 69      | 11                 | 53               | 5                    |
| Жінки    | 62      | 12                 | 40               | 10                   |
| Разом    | 131     | 23                 | 93               | 15                   |